# Iron Sky (Film)
Iron Sky (engl. „eiserner Himmel“) ist eine Science-Fiction-Komödie des finnischen Regisseurs Timo Vuorensola aus dem Jahr 2012 mit Julia Dietze, Christopher Kirby und Götz Otto in den Hauptrollen.
Der Film kam ab dem 4. April 2012 (in Deutschland ab dem 5. April) in über 20 Ländern in die Kinos; die Weltpremiere fand am 11. Februar 2012 auf der Berlinale statt. Bereits vor seiner Veröffentlichung hatte Iron Sky eine beachtliche Fangemeinde.

## Handlung
Im Jahr 2018 findet nach fast 50 Jahren wieder eine Mondlandung der Vereinigten Staaten statt, die als PR der amtierenden US-Präsidentin dienen soll. Ein Astronaut sucht auf der Mondoberfläche mit einem Messgerät nach Helium-3 und stößt dabei auf einen riesigen Tagebau. Als er per Funk dem Kontrollzentrum in Houston davon berichten will, bricht die Verbindung ab und er wird von zwei mit Atemmasken ausgestatteten Wehrmachts-Soldaten erschossen. Mit einem Panzerschreck wird die Mondlandefähre zerstört.
Einzig James Washington, der die Mission als afroamerikanisches Fotomodell lediglich zu PR-Zwecken begleitet, überlebt. Er wird von den Mond-Nazis, Nachfahren von 1945 geflohenen deutschen Nationalsozialisten, gefangen genommen und in ihre Basis „Schwarze Sonne“ gebracht. Dort soll er verhört werden, da die Nazis besorgt sind, die Mondmission könnte Teil einer bevorstehenden Invasion sein. Washington kann entkommen und irrt durch die Mondstation, wo er auf Renate Richter, die idealistische Lehrerin der Kolonie, trifft. Die Verfolger ergreifen ihn wieder und bringen ihn ins Labor von Richters Vater, wo er mit Endlos-Reden von Joseph Goebbels gefoltert wird und „Albinisierer“ injiziert bekommt.
Währenddessen stellen die Nazis fest, dass Washingtons Smartphone über wesentlich mehr Rechenleistung verfügt als ihre überalterten Rechner. Dem Vater von Richter gelingt es, das Gerät mit der Götterdämmerung zu verbinden, einem gigantischen Kampfschiff, mit dem die Erde erobert werden soll. Kurz darauf leert sich jedoch der Akku des Handys und es schaltet sich selbst aus.
Der Führer Kortzfleisch bestimmt, dass auf der Erde weitere Smartphones besorgt werden sollen. SS-Offizier Klaus Adler, Washington und Richter werden per Reichsflugscheibe zur Erde geschickt. Adler verlangt von Washington, zur US-Präsidentin gebracht zu werden. Daher entführen die drei deren Wahlkampfleiterin und Verantwortliche für die gescheiterte Mondmission, Vivian Wagner, und gelangen so zur Präsidentin. Wagner modernisiert daraufhin die Uniformen von Adler und Richter und entwickelt eine neue Wahlkampagne im Stil von NS-Propaganda. Die rechtskonservative Präsidentin kann dadurch große Zustimmung bei den Amerikanern gewinnen.
Wochen später trifft Richter, inzwischen eine typische New-Yorkerin, auf der Straße zufällig Washington, der als Obdachloser die Menschen mit einem Pappschild vor dem Angriff der Mond-Nazis zu warnen versucht. Er will Richter als eine Beteiligte der geplanten Invasion bloßstellen. Sie streiten, da die indoktrinierte Richter glaubt, die Nazis verfolgten friedliche Absichten. Sie schauen den Film Der große Diktator, den Richter nur als sinnentstellten, auf zehn Minuten zusammengeschnittenen Propagandafilm für die Naziideologie kennt. Schockiert muss sie ihren Irrtum feststellen. In der Tat hat Kortzfleisch inzwischen den Angriff auf die Erde befohlen. Bei diesem sogenannten Meteor-Blitzkrieg setzen die Nazis riesige zeppelinartige Trägerraumschiffe ein, die Asteroiden als Massenvernichtungswaffen hinter sich herziehen und mit verheerender Wirkung auf die Erde lenken, während der Angriff durch Reichsflugscheiben unterstützt wird, die in deren Rumpf stationiert sind.
Adler ist inzwischen Wagner nähergekommen und verrät ihr seine Pläne, sowohl die Welt zu erobern als auch den Mondführer Kortzfleisch umzubringen. Kortzfleisch überrascht Adler hierbei und will ihn wegen Hochverrats exekutieren lassen. Wagner jedoch kommt dem zuvor, indem sie Kortzfleisch erschießt und Adler sich zum neuen Führer ausrufen lässt. Ohne Wagner kehrt er zum Mond zurück. Dort will er, mit einem Tabletcomputer ausgestattet, die Götterdämmerung aktivieren.
Die Präsidentin ist von dem Angriff auf die Erde hellauf begeistert, denn „alle Präsidenten, die einen Krieg begonnen haben, wurden wiedergewählt“. Wagner, die sich an Adler für die Zurückweisung rächen will, kommandiert das Mars-Erkundungsschiff „George W. Bush“, das sich als stark bewaffneter Raumkreuzer entpuppt. Während das Schiff die Invasionsflotte angreift, zeigt sich, dass auch alle anderen Raumfahrtnationen (außer Finnland) ihre Weltraumstationen und Satelliten bewaffnet haben. Sogar die Raumstation Mir stellt sich als noch voll funktionsfähig heraus. Gemeinsam können sie den Angriff stoppen und nehmen Kurs auf den Mond, um die Nazis auszulöschen.
Die Mondbasis wird von den Amerikanern mit Nuklearwaffen angegriffen. Adler ignoriert dieses Bombardement, da sein Ziel weiterhin der Angriff auf die Erde ist. Um diese mit der Götterdämmerung direkt beschießen zu können, schießt er einen Teil des Mondes weg. Renate Richter ist in der Zwischenzeit zur Brücke der Götterdämmerung gelangt und kann ihn töten. Washington sabotiert derweil das Raumschiff, das auf den Mond stürzt. Der mittlerweile wieder „dealbinisierte“ Washington und Richter überleben die Situation und finden als Paar in den Ruinen der Mondbasis zueinander.
Die Nationen der Erde entdecken nach dem Ende der Schlacht, dass die Nazis Unmengen an Helium-3 gefördert haben, das die Amerikaner sofort als ihr Eigentum beanspruchen. Die Vertreter der Nationen beginnen daraufhin, sich zu streiten, was in einer Prügelei eskaliert. Die vom US-Verteidigungsminister befohlene „Verteidigung des Helium-3-Vorrats gegen jedermann“ resultiert in der Zerstörung aller Raumschiffe. Der Zwist breitet sich zu einem nuklearen Weltkrieg aus, der am Ende des Films vom Weltraum aus gezeigt wird. Während des Abspanns zoomt die Kamera immer weiter zurück bis hin zum Mars, auf dessen Rückseite sich ein Satellit bewegt.
In der Post-Credit-Szene sieht man Prof. Richter auf dem Stuhl gefesselt, auf dem auch Washington gefesselt war. Durch die Lautsprecher ertönt anstatt Reden von Goebbels Musik des 21. Jahrhunderts, was ihn vor Schmerzen schreien lässt.

## Hintergrund
Der Film nimmt Bezug auf den Mythos der angeblich von Deutschland während des Zweiten Weltkriegs als Wunderwaffe entwickelten „Reichsflugscheiben“ sowie auf Behauptungen, die Nationalsozialisten hätten sich nach dem Krieg in eine geheime Militärbasis in Neuschwabenland zurückgezogen, um von dort aus einen erneuten Versuch der Welteroberung zu starten. Diese überzeichneten – von einigen Pseudowissenschaftlern zum Teil tatsächlich ernsthaft untersuchten – Mythen entstanden in den 1940er und 1950er Jahren und konnten sich im Bereich der braunen Esoterik bis heute halten.
Der Film spielt zudem stark mit die amerikanische Politik betreffenden Klischees, so zum Beispiel mit dem Vorwurf, dass Präsidentschaftskandidaten im US-amerikanischen Wahlkampf über Leichen gehen würden oder dass ein Großteil ihrer Außenpolitik tatsächlich die verdeckte Sicherung von Rohstoffvorkommen sei. Die Präsidentin spielt auf die ehemalige Vizepräsidentschaftskandidatin Sarah Palin an. Gleichzeitig werden Internationale Organisationen (wie der UN-Sicherheitsrat) und deren Verhandlungen als lächerlich und scheinheilig dargestellt.
Der Film will allerdings keine seriöse Politik-Satire sein, sondern stellt die Mythen über die Macht der Nazis als hanebüchene Klischees dar, die letztlich gar – vor allem in Bezug auf den Gigantismus der Götterdämmerung und seiner Funktion als Todesstern – absichtlich ins Absurde geraten. Der das Rollenklischee des verrückten Wissenschaftlers übernehmende Doktor Richter ist optisch Albert Einstein nachempfunden.
Die Originalsprache des Filmes ist hauptsächlich Englisch, ein großer Teil der Dialoge der Nazis jedoch in (einem nicht ganz modernen) Deutsch gehalten. Die meisten Szenen mit Nazis erscheinen mit entsättigten Farben und erinnern an heutzutage klassisch erscheinende Spielfilme aus den späten 1930er bis 1950er Jahren.
Die von den Nazis ausgeschöpfte Energiequelle Helium-3 wird auch in der Realität als Grund für eventuelle, zukünftige Mondprogramme angegeben.

### Filmzitate
Vor und während der Dreharbeiten war eine Werbekampagne gestartet worden, bei der jeder im Internet Ideen zu dem Film beitragen konnte, die später auch umgesetzt wurden. Dadurch gab es zu Beginn lediglich eine vorgegebene Grundhandlung, deren Details von den Fans erarbeitet wurden. So kam es zu einer Fülle von Buch- und Filmzitaten.
Bereits die erste Einstellung ist mit dem Song Take me to heaven von Laibach unterlegt, welcher mit Instrumentierung und Vokalisierung an schnulzige US-Hawaii-Songs der 1940er Jahre erinnert. Szenarisches Vorbild ist der Eintritt der Landefähre in den lunaren Orbit im Film 2001: Odyssee im Weltraum.
Der Wutausbruch der Wahlkampfmanagerin der US-Präsidentin, die dabei ihre Brille mit zittrigen Händen auf den Tisch legt und einen Großteil ihrer Berater aus dem Raum zitiert, so dass diese ihr weiteres Geschrei erschrocken im Nebenraum stehend verfolgen, ist exakt einer Schlüsselszene aus Der Untergang nachempfunden. In dieser tun Adolf Hitler und sein Personal dasselbe.
Das erste Auftreten des albinisierten James Washington im Rollstuhl verweist auf Stanley Kubricks Dr. Seltsam. Das Finale, welches eine Prügelei im UN-Sicherheitsrat und einen anschließenden Atomkrieg zeigt, bildet ebenfalls eine Hommage daran.
Der Eintritt von Wagners Raumschiff in den Mondorbit erinnert an die Szene aus Alien, als die Nostromo in den Orbit des Fremdplaneten eintritt.
Die letzte Kamerafahrt, in der alle Protagonisten in das Sonnenlicht eintauchen, hat eine lange filmische Tradition – wurde so auch bei Star Trek III: Auf der Suche nach Mr. Spock verwendet und ist mittlerweile selbst zum Klischee geworden.
Die Szene, in der Adler mit dem Kommentar „Wir machen uns unseren eigenen Horizont“ einen Teil der Mondoberfläche wegsprengt, um der Götterdämmerung ein freies Schussfeld zu verschaffen, spielt an auf die Szene in Krieg der Sterne, in der der Todesstern den Planeten Yavin erst umrunden muss, um freies Schussfeld auf die Rebellenbasis auf einem Mond des Planeten zu bekommen (obwohl seine Feuerkraft ausdrücklich ausreicht, um „Planeten zu zerstören“).

## Produktion

### Finanzierung
Das Gesamtbudget des Films lag bei rund 7,5 Millionen Euro.
An der Produktion waren die finnischen Produktionsgesellschaften Blind Spot Pictures und Energia Productions sowie der deutsche Co-Produzent 27 Films Production und die australische Firma New Holland Pictures beteiligt. Unter den Sponsoren waren auch HessenInvestFilm, die deutsche Filmförderungsanstalt und die Finnische Filmstiftung, die gemeinsam 600.000 Euro beisteuerten.
Ein Anteil von 900.000 Euro sollte durch Crowdfunding über die Plattform Startnext organisiert werden. Fans, die sich so an der Finanzierung beteiligten, erhielten Einblicke in die Produktion. Außerdem konnte ein Anteil auch als Gewinnbeteiligungen von Fans gekauft werden. Als Beispiel für erfolgreiches Crowdfunding fand der Film bereits vor seinem Start Medienbeachtung. Ungewöhnlich ist auch, dass Fans im Internet Ideen zu dem Film beitragen konnten. Bereits an Vuorensolas früherem Film Star Wreck VI wurde die Fangemeinde über das Internet beteiligt.

### Dreharbeiten
Die Szenen, die in New York spielen, wurden 2010 in Frankfurt am Main gedreht. Als Kulissen dienten unter anderem die Weseler Werft, die Taunusstraße, die Neue Mainzer Straße und ein leerstehendes Bürogebäude in Frankfurt. Weitere Dreharbeiten fanden im Bunker D 20 auf dem ehemaligen Opel-Werksgelände in Rüsselsheim sowie in Wiesbaden und Birstein statt. Greenscreen-Aufnahmen, die mit computergenerierten Hintergründen und Effekten versehen werden, wurden in Australien gedreht. Das Bühnenbild in Rüsselsheim, Weseler Werft, Bürogebäude Frankfurt und Taunusstraße, Neue Mainzer Straße wurde von Joern Pabel und Ekbert Mayer gebaut. Für die Szenen, in denen die Kinder auf der Mondbasis unterrichtet werden, stellte die FH Frankfurt einen ihrer alten Hörsäle im Gebäude 8 zur Verfügung.

## Vermarktung
Bereits zum Beginn der Produktion wurden umfangreiche Marketingmaßnahmen gestartet, die von Fritz Effenberger auf Telepolis als „erstklassig“ und „zeitgemäß“ bezeichnet wurden. So gab es schon 2009, vor Beginn der Dreharbeiten, Fanartikel zu kaufen. Auch die Plattform YouTube wurde vom Filmteam genutzt. Am 5. Oktober 2011 veröffentlichte Blind Spot Pictures ein digitales Comic-Prequel zum Film mit dem Titel Iron Sky: Bad Moon Rising. Zudem ist ein Buch zum Film erschienen.
Die chinesische Firma Ziiso veröffentlichte 2011 ein Spiel namens Iron Sky: The Last Territory für das iPad. Darin verteidigt der Spieler die Erde mit Laserwaffen gegen die aus dem Weltraum angreifenden Nazis. Es handelte sich dabei aber um ein unlizenziertes Produkt, das von Apple nach einer Beschwerde aus dem App Store entfernt wurde. Nachdem Ziiso sich öffentlich entschuldigt hatte, bot das Filmteam der Firma eine Zusammenarbeit an.
Am 4. April 2012 veröffentlichte der Münchner Spieleentwickler Reality Twist das Spiel Iron Sky: The Arcade Shooter für iPad, iPhone, iPod touch und Android-Geräte. Im Spiel kämpft der Nutzer in mehreren Levels gegen verschiedene Flugobjekte aus dem Film, wie Reichsflugscheiben und Zeppeline. Zum deutschen Filmstart gab es die App gratis.

## Einspielergebnisse
In Deutschland sahen am Premierenwochenende 128.368 Zuschauer den Film in 162 Kinos. Bis zum 27. Januar 2013 sahen insgesamt 470.274 Zuschauer den Film. In der Premierenwoche spielte der Film in Österreich 96.272 €, in Finnland 750.397 € und in Norwegen 1.087.059 NOK (ca. 135.000 €) ein. Weltweit hat der Film ein Einspielergebnis von 8 Mio. US-Dollar an den Kinokassen erreicht.

## Soundtrack
Der Soundtrack wurde von der slowenischen Band Laibach komponiert. Dabei dienten meist Stücke von Richard Wagner als Grundlage, beispielsweise der Walkürenritt und Tristan und Isolde bei Szenen zwischen Renate Richter und James Washington. Zudem ist die Nationalhymne der Mondnazis („Kameraden, wir kehren heim!“) eine Neudichtung des Liedes Die Wacht am Rhein.

## Kritiken
„Nazi-Klamotte, deren satirisches Potenzial und politische Unkorrektheiten sich in schwachsinnigen Zoten erschöpfen.“

„So sieht man auf der Berlinale, diesem strengen, ehrgeizigen, stets politisch engagierten Filmfestival, also einen Film, der sehr entschieden ein Werk der rücksichtslosen Unterhaltung ist und der schieren Narretei. Denn selbst wenn die Quatschmaschine in Iron Sky manchmal ein bisschen untertourig läuft, sind der Regisseur und die Darsteller auf eine Weise beherzt bei der Sache, die umwerfend ist. […] Der Regisseur Timo Vuorensola schafft es auf diesem Filmfestival, selbst die verstocktesten Cineasten und die nüchternsten Moralprediger zum Lachen zu bringen – und selbst jene vollkommen anachronistischen Menschen zu begeistern, denen es in diesem Leben nie und nimmer einfallen wird, sich zur Spezies der Nerds zählen zu wollen.“

„Auf kaum einen Film hatten so viele hingefiebert wie auf ‚Iron Sky‘. Doch die Nazi-Weltraum-Klamotte ist langweilig, platt und mutlos. […] Und dass diese Weltraumnazis von vorvorgestern den Amerikanern aus dem Jahr 2018 das Wasser reichen können, ist selbst im Rahmen der hanebüchenen Story von Iron Sky ärgerlicher Unfug. Die Versuche in Sachen Handlung machen den Film nicht erträglicher. […] So aber ist fast nichts an diesem Film gut: nicht die Handlung, nicht die Gags, nicht die Besetzung, nicht die Seitenhiebe und schon gar nicht der gewollte Tabubruch. Ausgerechnet die Special-Effects, von denen bei einem doch relativ geringen Budget keiner Roland-Emmerich-Qualitäten erwartet hätte, sind beeindruckend.“

„,Iron Sky‘ also ist ein Nerdfilm reinsten Wassers mit einem Humorpotenzial, das direkt aus Imageboards wie 4Chan oder Krautchan abgeschaut scheint: Zwischen Schamhaarrasurvorlieben und Nordkorea-Beömmelung passen viele Nazi-Uniformen, im absurden Experiment gebleicht auf Arier gemachte Schwarze, wahnwitzige Wissenschaftler, Retro-Computerwitze und Steampunk-Megaträume.“

„Fans konnten auch ihre eigenen Ideen für den Film einbringen. Ob es daran liegt, dass der Film stellenweise etwas zerstückelt daher kommt? Trotz aller Satire, einigen gelungenen Witzen und überzeugenden (in Finnland entstandenen) Spezialeffekten bleibt der rote Faden teilweise auf der Strecke, dem Film fehlt die Konzentration. Zudem braucht es eine ganze Weile, bis die Story überhaupt Fahrt aufnimmt. […] Heraus kommt ein optisch überzeugender, sehenswerter, aber leider nicht brillanter Film, der stellenweise hinter den Erwartungen zurückbleibt.“

## Fortsetzung
2013 begann das Crowdfunding für die Fortsetzung Iron Sky: The Coming Race auf Indiegogo. Die Regie übernahm abermals Timo Vuorensola, der den Film mit Produzent Tero Kaukomaa umsetzte. 2019 wurde die Fortsetzung veröffentlicht.

## Computerspiel zum Film – Iron Sky: Invasion
Am 21. November 2012 erschien das offizielle Spiel zum Film mit dem Titel Iron Sky: Invasion für den PC, die Versionen für Spielkonsolen folgten einen Monat später. Der deutsche Publisher Topware Interactive hat die Spielelizenz für den Film erworben. Das Spiel lehnt sich inhaltlich sehr stark an den Film an und ist eine Kombination eines Space-Shooters mit Filmszenen, wofür vielen Szenen aus der filmischen Vorlage für das Spiel im hauseigenen Studio in Ettlingen nachgedreht und angepasst wurden. Dafür wurden auch Mitglieder der Original-Crew wie Julia Dietze eingesetzt.
Für das Spiel sind zwei Erweiterungen erschienen: Iron Sky: Invasion – Meteorblitzkrieg und
Iron Sky: Invasion – The Second Fleet. Es erhielt ein eher unterdurchschnittliches Echo.